# Ivar Widéen
Karl Ivar Natanael Widéen, född 21 mars 1871 i Bellö församling, Jönköpings län, död 16 mars 1951 i Skara församling, Skaraborgs län, var en svensk kyrkomusiker och tonsättare.

## Biografi
Ivar Widéen fick sin första undervisning i piano och harmonilära av sin far som var organist och folkskollärare, och därefter av sin morfar, som var utbildad vid dåvarande Kungl. Musikaliska akademiens undervisningsverk i Stockholm.
Widéen studerade vid Kungl. Musikkonservatoriet 1888−91 och avlade där examen i orgelspel, kyrkosång och som musiklärare. Han studerade även kontrapunkt för Joseph Dente 1890–1892. Tiden i Stockholm blev betydelsefull för Widéen, som där kom i kontakt med musik av Richard Wagner, Edvard Grieg och August Söderman. Deras musik kom att bli en stor inspirationskälla för honom. Av utövande musiker var organisten Emil Sjögren i Johannes kyrka en viktig förebild.
Under 1890-talet arbetade Ivar Widéen som organist i Laholm, innan han år 1900 tillträdde tjänsten som domkyrkoorganist i Skara där han kom att verka fram till sin död 1951. Utöver arbetet som domkyrkoorganist var Widéen ansvarig för musikundervisningen i läroverket, samt verksam som dirigent i Musikaliska Sällskapet 1901−36. Även uppgifter som konsertarrangör kunde förekomma. Redan år 1902 arrangerade han konserter med Wilhelm Stenhammar och Tor Aulin. Kontakten med Stenhammar ledde också till ett uppförande av Hugo Alfvéns Uppenbarelsekantat på våren 1919.
Körmusik var ett stort intresse för Widéen, både blandad kör och manskör. Han fick en framträdande roll i svensk körmusik. Han var förste dirigent för Smålands sångarförbund 1914−21, vilket innebar att han ledde kören vid årliga nationella sångarfester. Han var även hedersledamot av flera akademiska körsällskap, bland dem Orphei Drängar. Hans Juloratorium framförs relativt ofta i svenska kyrkor. Inom kyrkomusikens område deltog Widéen 1919−21 i arbetet med att utarbeta en ny koralbok. Widéen finns representerad i Den svenska psalmboken 1986 med två verk (nr 193 och 512). I Nya psalmer 1921 anges han vara tonsättare av både Gläns över sjö och strand (nr 623) 1916 (i modern tid är melodin av Alice Tegnér mycket mer använd), och a-melodin till Tryggare kan ingen vara (nr 622), från 1919. Bland hans manskörskompositioner kan nämnas Serenad (Tallarnas barr och björkarnas blad) ursprungligen för soloröst och piano.
Ivar Widéen var bror till musiktextförfattarinnan Linnéa Andrén och de har gemensamt gjort text respektive musik till Smålands landskapssång Röd lyser stugan bak hängbjörkens slöja. Melodin används även i Finland, för Mellersta Finlands landskapssång "Männikkömetsät ja rantojen raidat". 
Han blev ledamot av Musikaliska Akademien 1921 och tilldelades Litteris et Artibus 1931.

## Kompositioner

### Landskapssånger
- Jag hälsar dig, Västgötarike
- Röd lyser stugan

### Kantater
Drygt 20 st, bl.a.
- Kantat vid Mariestads 350-årsjubileum (1933)
- Kantat vid Skara gymnasiums 300-årsjubileum (1941)

### Koraler
- Det ringer till vila och veckan går ut (1986 nr 512) tonsatt 1916 Finns på Wikisource.
- Gläns över sjö och strand (1917 nr 517) tonsättare. (I Den svenska psalmboken 1986 används Alice Tegnérs tonsättning.) Finns på Wikisource.
- Gud som haver barnen kär (1986 nr 193) tonsatt 1912. Finns på Wikisource.
- Tryggare kan ingen vara (1986 nr 248) tonsatte 1919 en a-melodi som användes i Nya psalmer 1921 Finns på Wikisource.
- Våra stunder ila (1937 nr 570) tonsatt 1916
- Väldigt går ett rop över land, över hav (1921 nr 543) tonsatt 1919

### Manskör
- Serenad (Tallarnas Barr och björkarnas blad)

### Orgelverk
- Juloratorium för recitation, soli, kör, orgel och stråkorkester (1945)
- Requiem
- Ett stort antal koralförspel